# Edegemse Volksbeweging
De Edegemse Volksbeweging (EVB) was een Belgische lokale politieke partij te Edegem.

## Geschiedenis
De partij ontstond in 1994 als CVP-scheurlijst rond toenmalig OCMW-raadslid Paul Godon en Paul Hostyn. De partij overtuigde bij de stembusgang van 1994 2,48% van de Edegemse kiezers, onvoldoende voor een zetel in de gemeenteraad. Lijsttrekker was Godon.
Bij de gemeenteraadsverkiezingen van 2000 kwam Godon op voor de VLD en werd voor deze partij vanop de 8e plaats op de kieslijst verkozen.